# ونس هارتکه
ونس هارتکه (به انگلیسی: Vance Hartke) سناتور سابق عضو حزب دموکرات ایالات متحده آمریکا بود. وی در سال ۱۹۵۹ تا ۱۹۷۷ میلادی سناتور ایالت ایندیانا در سنای ایالات متحده آمریکا بود.